# 佐久間亮
佐久間 亮（さくま あきら、1950年2月3日 - ）は、日本の元俳優。アート・未来派に所属していた。城西大学卒業。
本名及び別名義・佐久間 三雄。神奈川県川崎市出身。

## 人物
自宅の近所に映画館が並んでいたことから幼少時代から映画を見て育ち、小学6年生だった1962年に、日活映画『歌う暴れん坊』で子役としてデビュー。その後は本名で映画やテレビドラマに出演する。
20歳ごろから俳優について真剣に考えるようになり、1973年のフジテレビ系列で放送された特撮テレビドラマ『魔人ハンター ミツルギ』に主人公の一人・ミツルギ彗星役でレギュラー出演と同時に佐久間 亮に改名する。当時の紹介記事では『ミツルギ』について、連日激しいアクションが続くため、「夢の中でも怪獣と戦っている」としながらも、体力には自信があるので結構楽しんでいると答えている。
1973年の紹介記事では、将来的には映画監督を目指していると答えている。

## 出演

### テレビドラマ

#### 佐久間 三雄名義
- チャンピオン太 第17話「長者ヶ崎の決闘」（1963年、CX）- 珍念
- 燃ゆる白虎隊（1965年、TBS）
- 今井正アワー 第4作「ガンかて笑って死ねるんや」（1966年、NET）
- 特別機動捜査隊 第377話「若者たち」（1969年、NET）
- 無用ノ介 第6話「剣につばする無用ノ介」（1969年、NTV）
- 孤独のメス 第2話（1969年、TBS）
- 姿三四郎（1970年、NTV） - 左文字大三郎
- 宇宙猿人ゴリ 第7話「黒の恐怖」、第8話「決斗!! ゴキノザウルス」（1971年、CX） - 中谷
- 大忠臣蔵（1971年、NET）
- 火曜日の女シリーズ（NTV）
  - クラスメート－高校生ブルース－（1971年）
  - あの子が死んだ朝（1972年）
- 太陽にほえろ!　第7話「きたない奴」（1972年、NTV） - 持田弘

#### 佐久間 亮名義
- 魔人ハンター ミツルギ（1973年、CX） - ミツルギ彗星
- ウルトラマンタロウ 第22話「子連れ怪獣の怒り!」（1973年、TBS） - 藤波隆夫
- 若い!先生 第25話「新しい明日へ!」（1974年、TBS） - 岩知

### 映画
※『神田川』以外佐久間三雄名義。
- 歌う暴れん坊（1962年、日活）
- 青春とはなんだ（1965年、日活） - 吉野
- 脱出（1972年、東宝） - 須貝
- 神田川（1974年、東宝） - ゲバQ